# 어리석은 자는 복이 있나니
《어리석은 자는 복이 있나니》(The Importance of Being Foolish: How to think like Jesus)는 미국 로마 가톨릭 사제인 브래넌 매닝 신부가 쓴 기독교 단행본이다. 기독교인으로서 예수의 삶을 어떻게 본받을 것인가를 주제로 하고 있다.
한국어판은 복있는 사람에서 2006년 출간하였다.